# Блейк, Джордж
Джордж Блейк (англ. George Blake, при рождении Георг Бехар, George Behar, с 1966 года — Георгий Иванович Бехтер; 11 ноября 1922, Роттердам — 26 декабря 2020, Москва) — британский разведчик (офицер MI6) и двойной агент, который по собственным убеждениям в 1951 году начал сотрудничать с разведкой СССР. После разоблачения (в 1961 году) приговорён в Великобритании к 42 годам тюремного заключения, бежал из тюрьмы в 1965 году; затем жил в Москве. Полковник СВР России в отставке.
«Один из самых известных сотрудников британских спецслужб, перешедших на сторону Советского Союза», — называли его Би-би-си. «Легендарный советский разведчик», — называют Джорджа Блейка в России.
Кавалер ордена Ленина. Отмечен нагрудными знаками «Почетный сотрудник госбезопасности» и «За службу в разведке» (порядковый номер № 1).
Заслуженный сотрудник органов Внешней разведки РФ.
Лауреат Премии Службы внешней разведки Российской Федерации (2007) за автобиографию «Прозрачные стены».

## Биография
Георг Бехар (получил имя в честь английского короля Георга V) родился в Роттердаме в семье голландки Кэтрин Бейдервеллен и арабского еврея (египетского или константинопольского еврея-сефарда, или же испанский еврей по ещё одному источнику), к тому времени отставного военного Альберта Бехара — он принимал участие в Первой мировой войне на стороне Британии и получил британское гражданство. Когда он умер, Джорджа в возрасте 13 лет отправили в Каир, где он жил у тети, находившейся замужем за богатым банкиром. Учился там во французском лицее, потом в английском колледже. Тогда же на него оказал значительное влияние марксист, его двоюродный брат Анри Кюриэль — впоследствии станет одним из основателей компартии Египта). При этом Джордж был весьма религиозен и одно время даже хотел стать пастором в родной Голландии.
В 1939 году он возвратился в Нидерланды, где его застала Вторая мировая война. Мать и сестры Джорджа во время германской оккупации бежали в Англию, он же остается и участвует в движении Сопротивления — являлся связным, занимался распространением антифашистских листовок; арестовывался.
В 1943 году Бехар перебрался в Англию, где поменял фамилию на Блейк и поступил добровольцем во флот; окончил в 1944 году офицерскую школу, однако затем был признан негодным для службы на подлодках. Нескольким позже его принимают в Управление специальных операций, затем его зачислили в голландскую секцию британской разведки MI6.
Сам Блейк вспоминал, что после войны «работал в разведке под прикрытием военно-морского флота», а также, что ему доводилось вербовать бывших немецких военно-морских офицеров.
Начал самостоятельно изучать русский язык, прознавшее о том начальство направило Блейка на языковые курсы для офицеров, в Кембриджский университет, его Даунинг-колледж.
В 1948 году был направлен в Южную Корею резидентом MI6. Работал в британском посольстве в Сеуле под руководством Вивиана Холта.
В начале Корейской войны Блейк оказался вместе с другими британскими дипломатами интернирован в Северной Корее. По его воспоминаниям, непосредственная близость военных действий и жестокость обращения с мирным населением заставили его усомниться в правильности своих убеждений и превратили его в убеждённого коммуниста; в 1951 году он по собственной инициативе начал безвозмездно сотрудничать с советской разведкой (как агент «Гомер»).
Из интервью к 88-летию Блейка, вопрос журналистки: Из фильма (Дж. Блейку посвященного — Прим.) мы узнаем, что на вас большое впечатление произвели труды Маркса — вы их читали в плену у северокорейцев. А что ещё повлияло на ваши убеждения?

Блейк: Это длинная история. Как участник голландского Сопротивления, я всегда ценил вклад СССР в победу над фашизмом, помнил о подвиге советских воинов. Два года я жил под нацистским игом и не понаслышке знал, какое это зло. С началом «холодной войны» меня, как перспективного молодого человека, отправили в Кембриджский университет — изучать русский язык. Его преподавала женщина, происходившая из «петербургских англичан», наполовину русская. И она сумела привить студентам любовь к русской литературе, культуре. По воскресеньям мы ходили в православную церковь. Я проникся большим уважением к русской истории и несчастной судьбе вашего народа, который много страдал и от внешних врагов, и от внутренних обстоятельств.
После освобождения возвратился в Лондон и, пройдя проверку, продолжил службу — в штаб-квартире MI6 в должности заместителя начальника отдела технических операций (секретного прослушивания за границей). Блейк передал в СССР огромное количество информации об агентах MI6, завербованных в странах соцблока, а также, в частности, что называют самым значительным его достижением — о тайном секретном туннеле под границей между Западным и Восточным Берлином (см. также Берлинский тоннель).
В результате предательства польского разведчика-перебежчика Михала Голеневского, в 1961 году Джордж Блейк арестован и по решению закрытого суда приговорён к 42 годам заключения. После бомбиста Незира Хиндави, приговорённого к 45 годам заключения, это самый длительный срок лишения свободы за всю историю британского судопроизводства.
Обвинение, выдвинутое в адрес подсудимого, очень серьёзное. В своём заявлении на следствии он признал, что более десяти лет назад его философские и политические взгляды до такой степени изменились, что он стал убеждённым сторонником коммунистической системы и начал действовать в интересах повсеместного установления этой системы. Придя к такому заключению, подсудимый… принял обязательство передавать советской разведке всю доступную ему информацию, способствуя этим самым победе коммунизма во всём мире.
Проведя пять лет в заключении, Блейк осознавал, что у него нет никаких шансов выйти на свободу через обмен агентами. В 1965 году он организовал свой побег из тюрьмы Уормвуд-Скрабс с помощью заключённых Пэта Поттла, Майкла Рэндла и Шона Бёрка. Финансировал побег известный английский режиссёр Тони Ричардсон. Поттл и Рэндл были активистами движения против ядерного оружия в Великобритании, а Бёрк — активистом ИРА. Поттл, по его собственному высказыванию, считал приговор за государственную измену Блейка «отложенным смертным приговором».
Готовя побег Блейка, Поттл пронес в тюрьму рацию, которыми в то время ещё не были оснащены ни полиция, ни администрация тюрьмы. Незаметно для охранников Блейк общался из камеры со своими освободителями по рации. В дождливую субботу 22 октября 1966 года, когда его сокамерники вместе с охранниками смотрели кино, Блейк незаметно вылез из окна и с рацией в руках ожидал у тюремной стены, пока с другой стороны Берк не перекинул ему через семиметровую стену самодельную верёвочную лестницу. Забравшись на стену, Блейк спрыгнул на землю с другой стороны, поранив лицо и кисть руки. Берк отвёз Блейка, находившегося в полуобморочном состоянии, в укрытие, а затем привёз для него врача.
Рэндл тайно перевёз Блейка через Ла-Манш в тайнике в фургоне, где также находилась жена Рэндла, ночным паромом в Бельгию и дальше до границы ГДР, где Блейк в одиночку перешёл на территорию ГДР. Блейк был перевезён в СССР.

### В Москве
Получил советское гражданство, работал консультантом в КГБ. Несколько лет работал переводчиком в издательстве «Прогресс». При содействии Е. М. Примакова и Д. Маклейна в 1974 году устроился в Отдел международных отношений ИМЭМО, занимался Ближним Востоком; в 1988 г. перешёл в новосозданный Отдел проблем разоружения — ныне Центр международной безопасности, его старший научный сотрудник, занимался редактированием приложения ИМЭМО к ежегоднику СИПРИ «Разоружение и безопасность».
Блейк жил в Москве на пенсию сотрудника КГБ и оставался убеждённым коммунистом. Он отвергал обвинения в предательстве и настаивал на том, что никогда и не чувствовал себя британцем: «Чтобы совершить предательство, нужно сначала чувствовать свою принадлежность. Я никогда не чувствовал своей принадлежности». «Мне не в чем оправдываться… Я помогал тем, кто идёт в авангарде прогресса!», — отмечал он.
В 1990 году опубликовал автобиографию «Иного выбора нет», позднее (2006) переизданную с небольшими изменениями под названием «Прозрачные стены».
В 2006 году частично выиграл в Европейском суде по правам человека дело против Великобритании о затянувшемся рассмотрении дела о гонораре за издание автобиографии. (Правительство Великобритании пыталось запретить его издателю выплатить ему гонорар.)
11 ноября 2012 года с 90-летием Блейка поздравил президент РФ Владимир Путин. В телеграмме Путина говорилось, что Блейк всегда успешно решал поставленные перед ним задачи.
В канун своего 95-летия Блейк выступил с обращением, в котором подчеркнул, что сделал верный выбор в жизни. Сотрудникам российской разведки предстоит спасать мир в условиях новой угрозы ядерной войны, отметил он, поскольку эта угроза «вновь поставлена безответственными политиками на повестку дня». Он напомнил и об угрозе мирового терроризма: «Идёт настоящая война Добра со Злом. И я верю в вас, в ваше бескорыстное и самоотверженное служение нашему общему делу, в ваш профессионализм. Верю в окончательную победу над подлым врагом. Эта вера дает мне жизненные силы».
11 ноября 2020 года Владимир Путин поздравил Джорджа Блейка с 98-летием.
До конца жизни Георгий Бехтер жил под Москвой на своей даче в Кратово. В последние годы потерял зрение.
Скончался 26 декабря 2020 года на 99-м году жизни от внезапной остановки сердца.
Президент России Владимир Путин в связи с этим выразил соболезнования родным и близким Дж. Блейка.
Похоронен 30 декабря 2020 года с воинскими почестями на Троекуровском кладбище, на Аллее героев.
Портрет Джорджа Блейка в бронзе выполнен на монументе «Отечественным разведчикам всех времён», открытом в сентябре 2020 года в Москве на территории штаб-квартиры СВР.

## Семья
Первая жена (в 1954—1966, развелись) — Джиллиан Аллан, также работала в SIS.
- Трое сыновей[15]
  - Девять внуков[16][38].

Вторая жена — Ида Михайловна Карева (женился в СССР в 1968 году, познакомила их Руфина Пухова, будущая супруга Кима Филби)
- Сын — Михаил (род. 1971).

## Награды
- Орден Ленина.
- Орден Красного Знамени.
- Орден Отечественной войны I степени.
- Орден «За личное мужество».
- Орден Дружбы.
- Нагрудный знак «Почётный сотрудник госбезопасности».
- Нагрудный знак «За службу в разведке».
- Премия Службы внешней разведки Российской Федерации.
- Орден Оранских-Нассау степени кавалера.

Николай Долгополов в книге «Главный противник. Тайная война за СССР», со ссылкой на «очень высокого чина из СВР» утверждает, что Дж. Блейку не присвоили звание Героя России, лишь из опасений вызванного этим негатива в отношениях с Великобританией.

## Кино и телевидение
Впервые Джордж Блейк появился на телеэкране в 1990 году в документальном фильме «Исповедь» (The Confession), (совместное производство Агентства печати «Новости» и телевидения BBC). Режиссёр Ксения Шергова, продюсер BBC Tom Bower. Фильм удостоен награды FIPA D’OR 1990 в Каннах.
Джорджу Блейку посвящён фильм «Выбор агента Блейка» (из художественно-документального цикла фильмов о советских разведчиках «Поединки»). Режиссёр — Леонид Белозорович, в роли Дж. Блейка снялся Маркус Кунце. Премьера состоялась 18-19 апреля 2011 года на Первом канале.
11 ноября 2012 года телеканал «Звезда» показал документальный фильм Алексея Рафаенко «Агент КГБ на службе Её Величества».

## Сочинения
- Прозрачные стены. — М.: Молодая гвардия, 2006.